# Withego Hildbrandi
Withego (ou Wittich(o)) II. Hildbrandi (mort le 16 octobre 1381 probablement à Zeitz) est évêque de Naumbourg de 1372 à sa mort.

## Biographie
Même des auteurs contemporains tels que Alfred Wendehorst font l'erreur d'attribuer Withego à la maison de Wolframsdorf. Selon Heinz Wießner, cette erreur viendrait de Johann Georg Rauhe à la fin du XVIIIe siècle ; Withego vient de la famille Hilbrandi de Prague, une famille influente.
Withego Hildbrandi, diacre de la cathédrale de Bamberg, et Albrecht von Heßberg sont faits tous deux évêque de Wurtzbourg après la mort de Albrecht von Hohenlohe en 1372. Bien que Withego ait la majorité du chapitre de la cathédrale, il n'est pas reconnu par d'autres puissances qui veulent Albrecht von Heßberg. Withego va à Avignon voir le pape Grégoire XI. En présence de l'évêque de Bamberg Gerhard von Schwarzburg, qui exerce une influence sur Wurtzbourg, on convient d'un échange entre les deux évêchés. Gerhard von Schwarzburg doit ainsi mettre fin à l'opposition autour d'Albrecht von Heßberg, ce qu'il fait en 1376.
Lorsqu'il devient évêque de Naumbourg, Withego Hildbrandi met fin aux achats et aux ventes somptueux de son prédécesseur.
On ne sait pas où Withego est enterré. La supposition de Johann Georg Rauhe que ce serait à la cathédrale de Naumbourg est aussi fausse.

## Source, notes et références
- (de) Cet article est partiellement ou en totalité issu de l’article de Wikipédia en allemand intitulé « Withego II. Hildbrandi » (voir la liste des auteurs).